# Formatie van Houthem
De Formatie van Houthem, Kalk van Houthem of Houthem Formatie is een geologische formatie uit de Krijtkalk Groep die dagzoomt in Nederlands Zuid-Limburg en aansluitende gebieden in België. Ze is ook terug te vinden in boringen in het noordoosten van het Kempens Bekken. De formatie bestaat uit sterk kalkhoudende zandsteen en door een Krijtzee werd gevormd rond 60 miljoen jaar geleden, in het Paleoceen.
De formatie is vernoemd naar het dorp Houthem dat gelegen is in het noordwestelijke deel van Zuid-Limburg.

## Gebied
De kalksteen van deze formatie komt in Zuid-Limburg alleen voor ten noordwesten van de lijn Maastricht, Valkenburg, Nuth en Jabeek (en ten zuiden van de Feldbissbreuk). Hoe diep de kalksteen in de bodem zit is verschillend. Alleen in de driehoek tussen Maastricht, Meerssen en Valkenburg komt de formatie voor op een exploiteerbare diepte. Ten noorden hiervan ligt de kalksteen meer dan twintig meter onder de grondwaterspiegel.

## Lithologie
De Formatie van Houthem bestaat uit een maximaal 30 meter dik pakket lichtgrijze tot lichtgele kalk-arenieten. In de areniet zijn vaak kalksteenknollen, fossielen en laagjes van harde fossielfragmenten te vinden. Ook komen lenzen van boundstone voor, opgebouwd uit roodwieren. Er komen op een aantal plekken hardgrounds voor, waardoor de formatie onder te verdelen is in drie leden: de Kalk van Geleen, de Kalk van Bunde en de Kalk van Geulhem.

## Stratigrafie
In Nederland wordt de Formatie van Houthem, samen met de onderliggende formaties uit het Krijt, tot de Krijtkalk Groep gerekend. De formatie heeft een vergelijkbare lithologie met de oudere formaties uit deze groep. In België wordt de formatie meestal, met bovenliggende jongere formaties, tot de Haspengouw Groep gerekend.
De basis van de Formatie van Houthem wordt gevormd door de Horizont van Vroenhoven. Onder de formatie ligt de oudere Formatie van Maastricht uit het Laat-Krijt. Boven op de Formatie van Houthem liggen in het Kempens Bekken de jonger Paleocene formaties van Opglabbeek (kleien en zanden) en Heers (mergels).
De Formatie van Houthem bestaat uit:
- Horizont van Lutterade
- Kalksteen van Geleen: zachte kalksteen met harde banken
  - Horizont van Geleen
- Kalksteen van Bunde: zachte kalksteen met daarin harde banken en die plaatselijk fossielhoudend zijn
  - Horizont van Bunde
- Kalksteen van Geulhem: diverse lagen van fossielgruis, zachte kalksteen en harde banken
  - Horizont van Vroenhoven

## Typelocatie
De typelocatie van de Formatie van Houthem is het noordwestelijke gedeelte van Zuid-Limburg dat gelegen is tussen de plaatsen Valkenburg, Maastricht en Geleen en bestrijkt voor een groot deel het gebied van het Centraal Plateau.